# サム・ハワード
サム・ジェームズ・ハワード（Sam James Howard, 1993年3月5日 - ）は、アメリカ合衆国ジョージア州バートウ郡カーターズビル出身のプロ野球選手（投手）。左投右打。

## 経歴

### プロ入り前
2011年のMLBドラフト48巡目（全体1449位）でシカゴ・カブスから指名されたが、契約せずにジョージアサザン大学へ進学した。

### プロ入りとロッキーズ時代
2014年のMLBドラフト3巡目（全体82位）でコロラド・ロッキーズから指名され、プロ入り。契約後、傘下のパイオニアリーグのルーキー級グランドジャンクション・ロッキーズでプロデビュー。14試合（先発13試合）に登板して1勝3敗、防御率5.40、42奪三振を記録した。
2015年はA級アッシュビル・ツーリスツでプレーし、25試合に先発登板して11勝9敗、防御率3.43、122奪三振を記録した。
2016年はA+級モデスト・ナッツとAA級ハートフォード・ヤードゴーツでプレーし、2球団合計で27試合に先発登板して9勝9敗、防御率3.35、140奪三振を記録した。
2017年はAA級ハートフォードとAAA級アルバカーキ・アイソトープスでプレーし、2球団合計で24試合（先発23試合）に登板して5勝8敗、防御率3.32、104奪三振を記録した。オフの11月20日にルール・ファイブ・ドラフトでの流出を防ぐために40人枠入りした。
2018年は開幕からAAA級アルバカーキでプレーし、6月10日にメジャー初昇格を果たした。同日のアリゾナ・ダイヤモンドバックス戦でメジャーデビュー。この年はメジャーで4試合に登板して防御率2.25、1奪三振を記録した。オフの11月30日にノンテンダーFAとなった。
2019年1月13日にマイナー契約で再契約を結んでスプリングトレーニングに招待選手として参加することになった。前年と同じく開幕をAAA級アルバカーキで迎えた。7月21日にメジャー契約を結んでアクティブ・ロースター入りした。この年は20試合に登板して2勝0敗、防御率6.63、23奪三振を記録した。

### パイレーツ時代
2019年10月30日にウェイバー公示を経てピッツバーグ・パイレーツへ移籍した。
2020年は22試合に登板し、2勝3敗4ホールド、27奪三振、防御率3.86を記録した。
2021年は54試合に登板し、3勝4敗11ホールド、60奪三振、防御率5.60を記録した。
2022年5月7日にDFAとなった。

### タイガース傘下時代
2022年5月13日にウェイバー公示を経てデトロイト・タイガースへ移籍し、傘下のAAA級トレド・マッドヘンズへ配属された。7月5日にDFAとなり、9日にマイナー契約となった（そのままAAA級トレドに所属）。

## 投球スタイル
フォーシームは最速96.2mph（約154.8km/h）・平均92mph（約148.1km/h）と決して速くはないが、高めへの伸びが素晴らしく、スライダーともども空振りを多く奪う。課題は一発病で、2020年シーズン終了時でのメジャー通算被本塁打率は1.84となっている。

## 詳細情報

### 年度別投手成績
| 年 度    | 球 団    | 登 板 | 先 発 | 完 投 | 完 封 | 無 四 球 | 勝 利 | 敗 戦 | セ 丨 ブ | ホ 丨 ル ド | 勝 率 | 打 者 | 投 球 回 | 被 安 打 | 被 本 塁 打 | 与 四 球 | 敬 遠 | 与 死 球 | 奪 三 振 | 暴 投 | ボ 丨 ク | 失 点 | 自 責 点 | 防 御 率 | W H I P |
| -------- | -------- | ----- | ----- | ----- | ----- | -------- | ----- | ----- | -------- | ----------- | ----- | ----- | -------- | -------- | ----------- | -------- | ----- | -------- | -------- | ----- | -------- | ----- | -------- | -------- | ------- |
| 2018     | COL      | 4     | 0     | 0     | 0     | 0        | 0     | 0     | 0        | 0           | ----  | 20    | 4.0      | 5        | 0           | 3        | 0     | 1        | 1        | 0     | 0        | 1     | 1        | 2.25     | 2.00    |
| 2019     | COL      | 20    | 0     | 0     | 0     | 0        | 2     | 0     | 0        | 0           | 1.000 | 91    | 19.0     | 21       | 5           | 10       | 0     | 3        | 23       | 2     | 0        | 16    | 14       | 6.63     | 1.63    |
| 2020     | PIT      | 22    | 0     | 0     | 0     | 0        | 2     | 3     | 0        | 4           | .400  | 90    | 21.0     | 17       | 4           | 9        | 0     | 3        | 27       | 0     | 0        | 10    | 9        | 3.86     | 1.24    |
| 2021     | PIT      | 54    | 1     | 0     | 0     | 0        | 3     | 4     | 0        | 11          | .429  | 199   | 45.0     | 34       | 7           | 32       | 1     | 3        | 60       | 2     | 0        | 29    | 28       | 5.60     | 1.47    |
| MLB：4年 | MLB：4年 | 100   | 1     | 0     | 0     | 0        | 7     | 7     | 0        | 15          | .500  | 400   | 89.0     | 77       | 16          | 54       | 1     | 10       | 111      | 4     | 0        | 56    | 52       | 5.26     | 1.47    |

- 2021年度シーズン終了時

### 年度別守備成績
| 年 度 | 球 団 | 投手（P） | 投手（P） | 投手（P） | 投手（P） | 投手（P） | 投手（P） |
| 年 度 | 球 団 | 試 合     | 刺 殺     | 補 殺     | 失 策     | 併 殺     | 守 備 率  |
| ----- | ----- | --------- | --------- | --------- | --------- | --------- | --------- |
| 2018  | COL   | 4         | 0         | 1         | 0         | 1         | 1.000     |
| 2019  | COL   | 20        | 0         | 3         | 0         | 0         | 1.000     |
| 2020  | PIT   | 22        | 1         | 2         | 0         | 0         | 1.000     |
| 2021  | PIT   | 54        | 1         | 5         | 1         | 1         | .857      |
| MLB   | MLB   | 100       | 2         | 11        | 1         | 2         | .929      |

- 2021年度シーズン終了時

### 背番号
- 61（2018年 - 2019年）
- 54（2020年 - 2022年）